# Пампелопоннисиако
«Пампелопоннисиако» (греч. Παμπελοποννησιακό Στάδιο) — многофункциональный стадион в городе Патры (Греция). Расположен в районе Кукули, к юго-востоку от центра города. Вмещает 23 588 мест. Ранее являлся домашней ареной клуба «Панахаики». Принадлежит государственной компании, используется для проведения легкоатлетических соревнований. Использовался для проведения футбольных матчей во время Летних Олимпийских игр 2004.
Стадион имеет 8-полосную беговую дорожку, которая окружает футбольное поле. Кроме того, он имеет вспомогательную открытую площадку с натуральным покрытием (травой) с легкоатлетической дорожкой, два небольших футбольных поля с искусственным покрытием, две открытые баскетбольные площадки и большие автостоянки.

## История
Построен в 1981 году под названием Национальный стадион в Патрах. На стадионе проводил свои матчи клуб «Панахаики». В 1999—2001 годах здесь также играл «Патраикос».
К 2004 году стадион был реконструирован для проведения матчей Летних Олимпийских игр 2004 и переименован в Пампелопоннисиако. Вместимость увеличилась с 16 000 до 23 588 мест. Впоследствии из-за уступок городскому муниципалитету реальная вместимость сократилась до 20 252 зрителей. Во время Олимпийских игр здесь состоялось 6 матчей мужского турнира и 5 игр женского турнира.
Реконструкция проходила в 2002—2004 годах по архитектурному проекту «Grammatopoulos-Panousakis & associates». Реализованный проект включал: расширение западной трибуны, навес над западной стороной стадиона, новые электромеханические устройства, пластиковые сиденья, электронные табло, реконструкцию всех площадей под трибунами, систему видеонаблюдения, замену электрического освещения и т. д.